# Семпольно-Мале
Семпольно-Мале (пол. Sępolno Małe) — село в Польщі, у гміні Білий Бур Щецинецького повіту Західнопоморського воєводства.
Населення — 290 осіб (2011).
У 1975-1998 роках село належало до Кошалінського воєводства.

## Демографія
Демографічна структура станом на 31 березня 2011 року:
|          | Загалом | Допрацездатний вік | Працездатний вік | Постпрацездатний вік |
| -------- | ------- | ------------------ | ---------------- | -------------------- |
| Чоловіки | 150     | 37                 | 100              | 13                   |
| Жінки    | 140     | 34                 | 86               | 20                   |
| Разом    | 290     | 71                 | 186              | 33                   |